# Simone Langlois
Simone Langlois (ur. 22 listopada 1932 w Paryżu) – francuska kompozytorka i piosenkarka.
Jest interpretatorką piosenek Gilbert Bécaud, Georges’a Brassensa i Serge’a Gainsbourga. W 1963 piosenką Toi et ton sourire wygrała Międzynarodowy Festiwal Piosenki w Sopocie.